# Староварварівські соснові насадження
Староварварівські соснові насадження  — ландшафтний заказник місцевого значення. Об'єкт розташований на території Краматорського району Донецької області, на території Староварварівської сільської ради.
Площа — 100,3 га, статус отриманий у 2018 році.
Рослинність складається з лісових насаджень сосни звичайної та сосни кримської, 40-5-літнього віку, а також прилеглої ділянки псамофітного різнотравно-типчаково-ковилового степу. Рослинність представлена 109 видами.